# As-Susa
As-Susa (arab. السوسة) – miasto w Syrii, w muhafazie Dajr az-Zaur. W 2004 roku liczyło 8797 mieszkańców.